# جین کامفورد
جین کامفورد (به انگلیسی: Jane Comerford) (زاده ۱ ژانویه ۱۹۵۹) خواننده و ترانه‌سرا استرالیایی و عضو گروه تگزاس لایتینگ است.